# کیتی استام
کیتی استام (به انگلیسی: Katie Stam) (زاده ۹ ژوئیه ۱۹۸۶) مدل و ملکه 
زیبایی اهل آمریکا است.
او در سال ۲۰۰۹ به نمایندگی از ایندیانا برنده دوشیزه آمریکا شد.